# RTN Nijefurd
RTN Nijefurd was de lokale omroep voor de Friese gemeente Nijefurd. Na de herindeling met de gemeenten Bolsward, Sneek, Wonseradeel en Wymbritseradeel is de omroep verdergegaan als SWF Lokaal en later als Studio Súdwest.
De omroep was gevestigd in multifunctioneel "De Swel", waarin zich ook de bibliotheek en de vestiging van Bogerman Koudum zich bevinden.
Deze omroep was actief met radio, televisie en kabelkrant.